# Дмитровка (Бологовский район)
Дмитровка — деревня в Бологовском районе Тверской области России. Входит в состав Кафтинского сельского поселения.

## География
Деревня находится в северной части Тверской области, в зоне хвойно-широколиственных лесов, в пределах восточного склона Валдайской возвышенности, на берегу озера Кафтино, к западу от автодороги 28К-0151, на расстоянии примерно 17 километров (по прямой) к северо-востоку от Бологого, административного центра района.

### Климат
Климат характеризуется как умеренно континентальный, влажный, с холодной продолжительной зимой и умеренно тёплым летом. Среднегодовая температура воздуха — 4,8 °C. Средняя температура воздуха самого холодного месяца (января) — −7,8 °C (абсолютный минимум — −48 °C), средняя температура самого тёплого (июля) — 15,6 °С (абсолютный максимум — 36 °С). Годовое количество атмосферных осадков составляет в среднем 762 мм, из которых большая часть выпадает в тёплый период. Снежный покров держится в течение 140 дней.

### Часовой пояс
Деревня Дмитровка, как и вся Тверская область, находится в часовой зоне МСК (московское время). Смещение применяемого времени относительно UTC составляет +3:00.

## Население
| 2010 |
| ---- |
| 26   |

### Национальный состав
Согласно результатам переписи 2002 года, в национальной структуре населения русские составляли 81 % из 37 чел.